# 不来梅的亚当
不来梅的亚当（拉丁语：Adamus Bremensis，德语：Adam von Bremen，约1050年前后–1081年？），德国中世纪历史学家，生活于11世纪下半叶。最知名的著作为《汉堡大主教史》（Gesta Hammaburgensis Ecclesiae Pontificum） 。
不来梅的亚当生平甚少记载，可能来自萨克森的迈森。不来梅的亚当生卒年份不详，可能出生于1050年前，大约逝世于1081年（最晚可能1085年）。1066年或1067年，受阿德尔伯特之邀，加入不来梅大主教区。1072年阿德尔伯特去世后，开始编写《汉堡大主教史》。该书4卷，叙述了汉堡-不来梅大主教区的历史以及北方诸岛屿地理。该书于1075/1076年间完成